# 约翰·阿登布鲁克
约翰·阿登布鲁克（英語：John Addenbrooke，1680年—1719年6月7日），英国医生，他在遗嘱中向剑桥捐献了4500英镑，用于建设一所为穷人服务的医院。这所医院经过几次扩建，最终成为剑桥大学的教学医院阿登布鲁克医院。

## 生平
约翰·阿登布鲁克毕业于圣凯瑟琳学堂，也就是现在的剑桥大学圣凯瑟琳学院.后来，约翰·阿登布鲁克成为学院的一名研究员和财务主管，并且把自己收藏的大量珍贵医学藏书遗赠给学院图书馆。